# Uta di Schauenburg
Uta von Schauenburg (1115/1120 – 1197) è stata una nobile tedesca.
È stata contessa sovrana del Schauenberg dal 1151 al 1197. Era figlia del conte palatino del Reno Goffredo della stirpe dei conti di Calw e fu una delle ereditiere più ricche della Germania. Dopo la morte di suo padre, una guerra di successione dura è stata risolta in suo favore dal nipote del marito (Guelfo I di Toscana) di Uta, Federico Barbarossa nel 1151. È stata la fondatrice dell'abbazia di Allerheiligen nel Baden-Württemberg.